# Geguti
Geguti (gruz. გეგუთი) – wieś w Gruzji, w regionie Imeretia, w gminie Ckaltubo. W 2014 roku liczyła 5049 mieszkańców.
W miejscowości znajdują się ruiny pałacu królewskiego z XII wieku.